# 惠良站
惠良站（日语：／ Era eki */?）是位於大分縣玖珠郡九重町，九州旅客鐵道（JR九州）的久大本線車站。過往也是地方交通線宮原線的轉乘站，但早於1984年時全線廢線。
現時只停靠普通列車，但自從2024年4月JR九州起推出了新的觀光特急列車「金八·一六」，本車站作為款待車站，單向於金八號行駛時，會在本站停車約16分鐘。另外在八鹿酒造舉行特別活動時，部份特急「由布」亦會臨時停車。

## 車站構造

### 站房
現時使用中的為第二代站房，是因應首代站房於2014年失火時遭燒毀、拆卸後於原址內重建而成的。新站房仍然是以木為主要材料，規模雖然與舊相房相比為細，但差距不算太大。站務設施在站房的右端，進站後即為大堂，右側設有木長櫈，左側近開放式驗票口設有書寫用板櫈，至於原站務室位置，則變成為「九重町先哲資料館」，館內有高達二樓的天井，館內主要展示了車站附近著名的酒廠「八鹿酒造」及始創人麻生觀八的歷史，也有少量有關久大本線及本車站的歷史。這也是觀光特急列車「金八·一六」在此停車的原因。
車站重新建築費為3千4百萬日圓。

### 月台
設有側式月台及島式月台各一個，原可提供2線3線的配置，另在島式月台外設有1條側線。其中島式月台最外側為已廢線的地方交通線宮原線的月台，現時相關路軌已被拆去，但側線路軌則仍然存在，間中會停泊保線用車輛，但只有在向豐後森一端的轉轍器中駛入，由引治一端駛入側線的轉轍器則早被拆去，該端的部份側線更已被水泥所重整。至於外側月台，也因應月台的改善和美化工程，大部份都已被其他部份所圍封，少部份甚至被削去。
| 月台 | 路線      | 上下行 | 方向                     |
| ---- | --------- | ------ | ------------------------ |
| 1    | ■久大本線 | 下行   | 由布院、大分方向         |
| 2    | ■久大本線 | 上行   | 豐後森、日田、久留米方向 |

### 第一代站房
曾經此站設有木造車站大樓，當時大樓內設有住宅。在2014年1月18日，附近的空置房屋發生火災，波及此車站大樓而燒毀。燒毀的車站大樓在1986年，當時九重町向國鐵購入。

## 歷史
- 1929年12月15日：鐵道省豐後中村至豐後森之間開通，此站作為中途站啟用[10][11]。
- 1937年6月27日：宮原線此站至寶泉寺之間開通[3]，成為轉乘車站。
- 1943年9月1日：宮原線此站至寶泉寺之間成為不要不急線而暫停營業[12][13]。
- 1948年4月1日：宮原線此站至寶泉寺之間重開[3]。
- 1984年12月1日：宮原線廢止[3][4]。
- 1987年4月1日：隨國鐵分割民營化，車站由九州旅客鐵道（JR九州）營運[14][15][16]。
- 2014年1月18日：站房鄰近的空置建築物發生火災，此車站大樓也受到波及而燒毀[9]。
- 2015年3月31日：新站房落成，站房內設有「九重町先哲史料館」[17]。

## 使用狀況
2015年前的數摢來自「大分縣統計年鑑 （页面存档备份，存于）」，自JR九州於2016年度起只公佈最多使用量的首300個車站後，本站因使用量過低，不單未能進榜並顯示實際的使用量，就連表列於「超過100人」的附錄內也沒有。
| 年度     | 一年總 乘車人次 | 非定期票 乘車人次 | 定期 乘車人次 | 一日平均 乘車人次 | 一年總 下車人次 | 參考資料                |
| -------- | --------------- | ----------------- | ------------- | ----------------- | --------------- | ----------------------- |
| 1965     | 206,896         | 66,427            | 140,469       | -                 | 203,576         | [ 統計 1 ]              |
|          |                 |                   |               |                   |                 |                         |
| 1990     | 30,209          | 3,116             | 27,093        | -                 | 31,675          | [ 統計 2 ]              |
| 1991     | 31,154          | 6,853             | 24,301        | -                 | 28,635          | [ 統計 3 ]              |
| 1992     | 30,159          | 5,390             | 24,769        | -                 | 32,878          | [ 統計 4 ]              |
| 1993     | 26,110          | 4,912             | 21,198        | -                 | 28,443          | [ 統計 5 ]              |
| 1994     | 27,590          | 5,448             | 22,142        | -                 | 29,536          | [ 統計 6 ]              |
| 1995     | 21,881          | 5,638             | 16,243        | -                 | 22,710          | [ 統計 7 ]              |
| 1996     | 25,797          | 7,484             | 18,313        | -                 | 27,308          | [ 統計 8 ]              |
| 1997     | 24,662          | 8,515             | 16,147        | -                 | 24,951          | [ 統計 9 ]              |
| 1998     | 24,807          | 7,319             | 17,488        | -                 | 25,813          | [ 統計 10 ]             |
| 1999     | 23,717          | 6,085             | 17,632        | -                 | 24,462          | [ 統計 11 ]             |
| 2000     | 25,673          | 6,600             | 19,073        | 70                | 25,449          | [ 統計 12 ]             |
| 2001     | 27,735          | 7,106             | 20,629        | 76                | 27,218          | [ 統計 13 ]             |
| 2002     | 23,650          | 5,925             | 17,725        | 65                | 23,842          | [ 統計 14 ]             |
| 2003     | 22,058          | 5,281             | 16,777        | 60                | 22,363          | [ 統計 15 ]             |
| 2004     | 19,545          | 4,986             | 14,559        | 54                | 20,397          | [ 統計 16 ]             |
| 2005     | 19,310          | 4,828             | 14,482        | 53                | 20,099          | [ 統計 17 ]             |
| 2006     | 14,212          | 3,524             | 10,688        | 39                | 15,499          | [ 統計 18 ]             |
| 2007     | 16,004          | 3,465             | 12,539        | 44                | 16,718          | [ 統計 19 ]             |
| 2008     | 14,973          | 3,650             | 11,323        | 41                | 15,271          | [ 統計 20 ]             |
| 2009     | 13,736          | 2,981             | 10,755        | 38                | 14,433          | [ 統計 21 ] [ 附註 1 ]  |
| 2010     | 11,735          | 2,950             | 8,785         | 32                | 12,703          | [ 統計 22 ] [ 附註 1 ]  |
| 2011     | 14,678          | 2,692             | 11,986        | 41                | 15,808          | [ 統計 23 ] [ 附註 1 ]  |
| 2012     | 17,674          | 2,496             | 15,178        | 48                | 18,545          | [ 統計 24 ] [ 附註 1 ]  |
| 2013     | 17,753          | 2,559             | 15,194        | 49                | 18,357          | [ 統計 25 ] [ 附註 1 ]  |
| 2014     | 14,747          | 2,249             | 12,498        | 40                | 15,257          | [ 統計 26 ] [ 附註 1 ]  |
| 2015     | 14,803          | 2,481             | 12,322        | 40                | 15,160          | [ 統計 27 ] [ 附註 1 ]  |
| 2016以後 |                 |                   |               | <100              |                 | [ 統計 28 ] [ 統計 29 ] |

## 車站周邊
本站附近的地元商戶八鹿酒造的總部就在本站東側約200米的距離。

## 相鄰車站
九州旅客鐵道（JR九州）
■久大本線
■特急「由布」、「由布院之森」
通過
■觀光特急「金八」
田主丸 → 惠良 → 由布院
註1：本站為列車觀光停車站，不設在此乘車。
註2：「一六」號列車為通過站。
■普通
豐後森－惠良－引治

### 曾經存在的路線
日本國有鐵道
宮原線
惠良－町田

### 附注
1. 1 2 3 4 5 6 7  在大分縣統計協會解散後，資料改於網上公開。[18]

### 統計數據
1. ↑  大分県総務部統計課 《昭和41年版 大分県統計年鑑》 大分県統計協会、1966年3月。
2. ↑  大分縣總務部統計課 《平成3年版 大分縣統計年鑑》 大分縣統計協會，1991年12月31日。
3. ↑  大分縣總務部統計課 《平成4年版 大分縣統計年鑑》 大分縣統計協會，1992年12月31日。
4. ↑  大分縣總務部統計課 《平成5年版 大分縣統計年鑑》 大分縣統計協會，1994年3月31日。
5. ↑  大分縣總務部統計課 《平成6年版 大分縣統計年鑑》 大分縣統計協會，1995年3月31日。
6. ↑  大分縣總務部統計課 《平成7年版 大分縣統計年鑑》 大分縣統計協會，1996年3月31日。
7. ↑  大分縣總務部統計課 《平成8年版 大分縣統計年鑑》 大分縣統計協會，1997年3月31日。
8. ↑  大分縣總務部統計課 《平成9年版 大分縣統計年鑑》 大分縣統計協會，1998年3月31日。
9. ↑  大分縣總務部統計課 《平成10年版 大分縣統計年鑑》 大分縣統計協會，1999年3月31日。
10. ↑  大分縣總務部統計課 《平成11年版 大分縣統計年鑑》 大分縣統計協會，2000年3月31日。
11. ↑  大分縣總務部統計課 《平成12年版 大分縣統計年鑑》 大分縣統計協會，2001年3月31日。
12. ↑  大分縣總務部統計課 《平成13年版 大分縣統計年鑑》 大分縣統計協會，2002年3月31日。 - 11運輸および通信 - 132 鉄道各駅別運輸状況（JR九州・JR貨物） (ウェブ版XLS （页面存档备份，存于）)
13. ↑  大分縣總務部統計課 《平成14年版 大分縣統計年鑑》 大分縣統計協會，2003年3月31日。 - 11運輸および通信 - 132 鉄道各駅別運輸状況（JR九州・JR貨物） (ウェブ版XLS （页面存档备份，存于）)
14. ↑  大分縣總務部統計課 《平成15年版 大分縣統計年鑑》 大分縣統計協會，2004年3月31日。 - 11運輸および通信 - 132 鉄道各駅別運輸状況（JR九州・JR貨物） (ウェブ版XLS （页面存档备份，存于）)
15. ↑  大分縣總務部統計課 《平成16年版 大分縣統計年鑑》 大分縣統計協會，2005年3月31日。 - 11運輸および通信 - 132 鉄道各駅別運輸状況（JR九州・JR貨物） (ウェブ版XLS （页面存档备份，存于）)
16. ↑  大分縣總務部統計課 《平成17年版 大分縣統計年鑑》 大分縣統計協會，2006年3月31日。 - 11運輸および通信 - 132 鉄道各駅別運輸状況（JR九州・JR貨物） (ウェブ版XLS （页面存档备份，存于）)
17. ↑  大分縣總務部統計課 《平成18年版 大分縣統計年鑑》 大分縣統計協會，2007年3月31日。 - 11運輸および通信 - 132 鉄道各駅別運輸状況（JR九州・JR貨物） (ウェブ版XLS （页面存档备份，存于）)
18. ↑  大分縣總務部統計課 《平成19年版 大分縣統計年鑑》 大分縣統計協會，2007年3月31日。 - 11運輸および通信 - 130 鉄道各駅別運輸状況（JR九州・JR貨物） (ウェブ版XLS （页面存档备份，存于）)
19. ↑  大分縣總務部統計課 《平成20年版 大分縣統計年鑑》 大分縣統計協會，2009年3月31日。 - 11運輸および通信 - 129 鉄道各駅別運輸状況（JR九州・JR貨物） (ウェブ版XLS （页面存档备份，存于）)
20. ↑  大分縣總務部統計課 《平成21年版 大分縣統計年鑑》 大分縣統計協會，2010年3月31日。 - 11運輸および通信 - 129 鉄道各駅別運輸状況（JR九州・JR貨物） (ウェブ版XLS （页面存档备份，存于）)
21. ↑  . 大分縣總務部統計課.   [2015-06-26]. （原始内容存档于2015-06-26）.
22. ↑  . 大分縣總務部統計課.   [2015-06-26]. （原始内容存档于2015-06-26）.
23. ↑  . 大分縣總務部統計課.   [2015-06-26]. （原始内容存档于2015-06-26）.
24. ↑  . 大分縣總務部統計課.   [2015-06-26]. （原始内容存档于2015-06-26）.
25. ↑  . 大分縣總務部統計課.   [2015-06-26]. （原始内容存档于2015年6月27日）.[]
26. ↑  . 大分縣總務部統計課.   [2017-03-04]. （原始内容存档于2016-09-27）.
27. ↑  . 大分縣總務部統計課. 2017-03-30  [2017-05-22]. （原始内容存档于2017-08-03）.
28. ↑  駅別乗車人員上位300駅（2016年度） （页面存档备份，存于） ，JR九州。
29. ↑  駅別乗車人員上位300駅（2023年度） （页面存档备份，存于），JR九州。

## 外部連結
- JR九州惠良站 （页面存档备份，存于）
- 先哲資料館（恵良駅） （页面存档备份，存于），Oita West Adventure(オーワ！)介紹。